# Arturo Noriega Pizano
Arturo Noriega Pizano är en ort i Mexiko.   Den ligger i kommunen Tecomán och delstaten Colima, i den södra delen av landet, 500 km väster om huvudstaden Mexico City. Arturo Noriega Pizano ligger 8 meter över havet och antalet invånare är 123.
Terrängen runt Arturo Noriega Pizano är platt åt sydväst, men åt nordost är den kuperad. Havet är nära Arturo Noriega Pizano åt sydväst. Runt Arturo Noriega Pizano är det ganska glesbefolkat, med 25 invånare per kvadratkilometer. Närmaste större samhälle är Coahuayana Viejo, 7,1 km öster om Arturo Noriega Pizano. Omgivningarna runt Arturo Noriega Pizano är en mosaik av jordbruksmark och naturlig växtlighet.